# سمر الشيشكلي
سمر حمود شيشكلي كاتبة ومترجمة وشاعرة سورية تعمل في الترجمة الفكرية والأدبية في وزارة الثقافة في قطر.

## من مؤلفاتها
صدرت لها العديد من المجموعات القصصية منها:
- «حالة وعي» (2001 دائرة الثقافة والإعلام الشارقة).
- «أين نوح»  (لبنان).
- «عتبة اليقين» (سوريا).
- «على الحياد» (دار الشروق – سوريا).
- «سبات شتوي» ( مجموعة قصصية - دار لوسيل الدوحة 2018)
- كما صدر لها وصدر لها مجموعة شعرية «الأزرق» 2017.

### في الترجمة
- ترجمة رواية: بائعة الكتب 2018.[2]
- ترجمة كتاب: «معارج الفنون : تجربة الفنان م. ف. حسين من الهند» 2014.
- ترجمة كتاب: «سيدات الشارقة جدير بكن أن تفخرن بأنفسكن» 2014.

## جوائز
حصلت على عدة جوائز أدبية:
- 1- جائزة الإبداع - دائرة الثقافة والإعلام الشارقة- 2001.
- 2- جائزة ناجي النعمان - سورية 2007.
- 3- جائزة البتاني - سورية 2007.

## وصلات خارجية
- صحيفة الاتحاد__سمر الشيشكلي: الترجمة بوابة للتسامح